# Leucophanes smaragdinum
Leucophanes smaragdinum là một loài rêu trong họ Calymperaceae. Loài này được Mitt. A. Jaeger mô tả khoa học đầu tiên năm 1880.